# Essex (Massachusetts)
Essex è un comune degli Stati Uniti d'America facente parte della contea omonima nello stato del Massachusetts.

## Storia
Fondata dai primi coloni europei nel 1634, come zona integrata nella città di Ipswich. La città ebbe come primi abitanti il popolo Agawam, che la chiamarono Chebacco in referenza al grande lago vicino alla città. Diversi anni dopo la fondazione, la Parrocchia di Chebacco fece pressione allo stato per ottenere l'indipendenza dalla vicina Ipswich, chiedendo il permesso di costruire una casa di riunione.
Però la richiesta fu rifiutata dallo stato.
Secondo una credenza popolare, dopo che fu emanato dallo stato un decreto che diceva che "nessun uomo creerà una casa di riunione", una donna del luogo, la signora Varney, riunì le donne della città e avviò la costruzione di una casa di riunione, poiché secondo la loro interpretazione del decreto le donne sarebbero state autorizzate a farlo.

## Cultura e vita contemporanea

### Educazione

#### Scuola primaria
La città ha una sola scuola pubblica, la Essex Elementary School, che funge da scuola materna e scuola primaria.

#### Scuola secondaria
Per diversi anni, subito dopo la fine del quinto anno di scuola primaria, i ragazzi erano costretti a praticare l'istruzione secondaria, nei diversi distretti vicini a causa della mancanza di un'apposita struttura.
Perciò, nel 2006 i cittadini dell'Essex e di Manchester-by-the-Sea approvarono un nuovo progetto scolastico regionale da 49 milioni di dollari, allo scopo di costruire una nuova scuola media e una nuova scuola superiore. Entrambi i progetti furono approvati in assemblea comunale e poi nuovamente in urna per l'esclusione del debito che consentì ai comuni di raccogliere fondi superiori al tetto dell'imposta sugli immobili del 2,5%. La costruzione fu completata nell'estate del 2009 e gli studenti iniziarono a frequentare la nuova scuola media superiore già nell'autunno dello stesso anno.

### Cultura
Una delle pratiche più diffuse nella città è lo scouting, sostenuto dalle associazioni dei Boy Scouts of America e delle Girl Scouts of the USA.
Diffusa in pari modo è la musica, infatti, nel 1994 venne creato l'Essex Music Festival.